# Pakor II.
Pakor II. Partski (perzijsko پاکور دوم), veliki kralj Partskega cesarstva, ki je vladal približno od leta 78 do 105, * ni znano, † 105.
Bil je najstarejši sin atropatenskega kralja Vonona II. in njegove grške konkubine. Rojen in vzgojen je bil na dvoru v Atroapateni.
Ko mu je oče leta 51 umrl, je prestol nasledil Pakorjev brat Vologas I., ki je Pakorju podelil popolno oblast v Atropateni, kjer je kot kralj vladal od leta 51 do 78. O tem obdobju njegovega vladanja je malo znanega.  Po Vologasovi smrti se je Pakor II. uprl njegovemu nasledniku, svojemu nečaku Vologasu II. (vladal 78-80). Pakor je Vologasa II. porazil in odstavil. 
Rimski zgodovinar Kasij Dion trdi, da je Pakor II. prodal kraljestvo Osroeno Abgarju VII., Amijan Marcelin pa, da je povečal svojo prestolnico Ktezifon in zgradil obzidje. Leta 101 je poslal svoje ambasadorje v kitajsko cesarstvo Han, kjer so Partijo poznali kot Kraljestvo Anxi.
Na svojih številnih kovancih se vedno naslavlja z Arsak Pakor. Uporaba njegovega pravega imena poleg kraljevskega imena Arsak  kaže, da je bilo njegovo kraljevanje za tekmece sporno. S kovancev so poznani najmanj trije njegovi tekmeci: poleg Vologasa II. še Artaban IV. (vladal 80-90) in Vologas III. (vladal  približno od leta 105). 
Pakor II. je umrl okoli leta 105. Nasledil ga je brat Kosroj I., ki se je za prestol boril z Vologasom III., vladarjem vzhodnega dela Partije.  
Z neimenovano ženo je imel tri sinove: Aksidarja (Ašhadar), Partamasirja, ki je služil kot kralj Armenije, in Meredata, ki je sredi 2. stoletja služil kot kralj Harakene. 
| Pakor II. Arsakidska dinastijaRojen: ni znano Umrl: 105 |                                                 |                      |
| Vladarski nazivi                                        |                                                 |                      |
| Predhodnik: Vologas II.                                 | Veliki kralj (šah) Partskega cesarstva 78 – 105 | Naslednik: Kosroj I. |

## Sklic
1. ↑  Crespigny 2007, str. 239.